# Gale Escarpment
Das Gale Escarpment ist eine Geländestufe im ostantarktischen Prinzessin-Elisabeth-Land. Die nach Nordwesten ausgerichtete Formation erstreckt sich in den Grove Mountains östlich des Mount Harding und des Wilson Ridge.
Kartiert wurde die Geländestufe anhand von Luftaufnahmen, die zwischen 1956 und 1960 im Rahmen der Australian National Antarctic Research Expeditions entstanden. Das Antarctic Names Committee of Australia (ANCA) benannte ihn nach dem australischen Hydrographen D’Arcy Thomas Gale (* 1911), der maßgeblich an der Erstellung von australischem Kartenmaterial über Antarktika beteiligt war.